# Bill Dickey
William Malcolm Dickey (Bastrop, 6 giugno 1907 – Little Rock, 12 novembre 1993) è stato un giocatore di baseball e allenatore di baseball statunitense di ruolo ricevitore che ha giocato per tutta la carriera con i New York Yankees della Major League Baseball (MLB). È stato introdotto nella National Baseball Hall of Fame nel 1954.

## Carriera
Dickey giocò per tutte le 19 stagioni della carriera con i New York Yankees, di cui occupò anche il doppio ruolo di allenatore-manager nel 1946. Debuttò nella MLB venendo convocato per dieci All-Star Game fino al 1943. Dopo avere servito nella Marina nella seconda guerra mondiale, tornò per l'ultima stagione da giocatore nel 1946, venendo convocato per l'ultimo All-Star Game. Fece nuovamente ritornò agli Yankees 1949 come allenatore dei prima base e dei catcher, dove insegnò al giovane Yogi Berra l'arte della ricezione. Nel 1999, The Sporting News lo inserì al 57º posto nella classifica dei migliori cento giocatori di tutti i tempi.
Nel corso della sua carriera da giocatore, Dickey raggiunse nove volte le World Series con gli Yankees, vincendole per otto volte. Come membro dello staff degli allenatori, le vinse per altre sei volte.
Nel 1942, quando era ancora un giocatore in attività, Dickey interpretò se stesso nel film L'idolo delle folle, con Gary Cooper nei panni dello scomparso capitano degli Yankees Lou Gehrig.

## Palmarès

### Club
- World Series: 14

1928, 1932, 1936–1939, 1941, 1943 (come giocatore)
1949–1953, 1956 (come assistente allenatore)

### Individuale
- MLB All-Star: 11

1933, 1934, 1936–1943, 1946
- Numero 8 ritirato dai New York Yankees